# Houtduif
De houtduif (Columba palumbus, soms ook bosduif genoemd) is in West-Europa de grootste duivensoort.

## Kenmerken
Deze vogels hebben een grijspaarse kop, grijze bovendelen en grijsroze borst. Ze hebben zwarte armpennen en een brede zwarte eindband op de staart. Deze vogels hebben een witte vlek in de nek en een witte band op de vleugels, die goed zichtbaar zijn tijdens de vlucht, waardoor de soort op grotere afstand ook makkelijk te onderscheiden is van de stadsduif en holenduif. Ze hebben een korte, gelige roze snavel met een rode basis en korte roze poten. Het verenkleed bij beide geslachten is gelijk. Hoewel houtduiven kunnen overkomen als dommige en sullige vogels zijn ze op hun foerageer- en nestplaats tamelijk agressief. Ze kunnen met hun vleugels rake klappen uitdelen aan soortgenoten, maar ook aan bijvoorbeeld eksters. Er vallen tijdens deze schermutselingen echter nooit doden. De lichaamslengte bedraagt 41 tot 45 cm, het gewicht 275 tot 700 gram en de spanwijdte 68 tot 77 cm.

## Voedsel
Hun voedsel bestaat uit zaden, oogstresten, zaden van wilde planten, gevallen bessen en ander beschikbaar voedsel. In stedelijk gebied vaak rondslingerende etensresten.

## Voortplanting
Houtduiven broeden het liefst in bossen, parken en tuinen, maar omdat ze tegenwoordig meer en meer in stedelijke gebieden voorkomen, maken ze niet zelden gebruik van gebouwen. Ze bouwen slordige nesten van takken en het is geen uitzondering dat een ei na het leggen meteen door de losjes gegroepeerde takken op de grond valt. Houtduiven leggen twee eieren. Na het uitbroeden voederen zowel man als vrouw de jongen. Juvenielen missen in de eerste zomer de kenmerkende witte halsvlek.

## Verspreiding

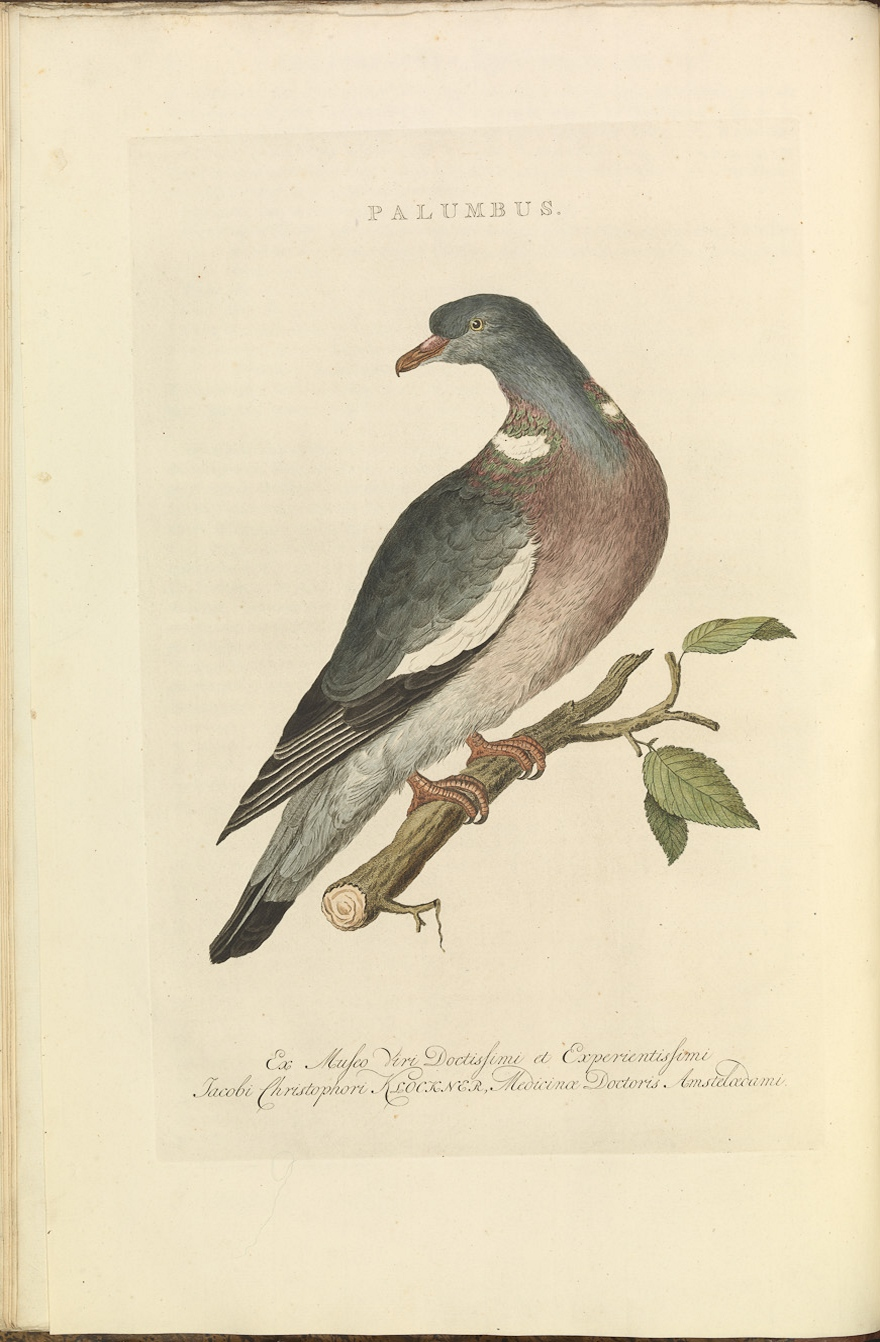
PALUMBUS
(1770), Nederlandsche vogelen, KB

Er overwinteren enorme groepen houtduiven uit Noord- en Oost-Europa in West-Europa. De houtduif is een Palearctische vogelsoort. Europa vormt echter het voornaamste verspreidingsgebied. De soort ontbreekt vrijwel nergens; alleen op IJsland is de houtduif een onregelmatige broedvogel.
Houtduiven zoeken hun voedsel in een veelheid aan biotopen; van stedelijke gebieden, waar ze leven van wat in tuinen en parken te vinden is, tot op de bosbodem. Favoriet zijn echter kleinschalige landbouwgebieden waar granen verbouwd worden, omgeven door bossen. Deze gebieden zijn vooral te vinden in Noord-Brabant, Gelderland, Overijssel en Drenthe, maar in alle overige provincies komt de houtduif ook veel voor.
De soort telt vijf ondersoorten, waarvan één is uitgestorven:
- C. p. palumbus: van Europa tot westelijk Siberië, noordwestelijk Afrika en Irak.
- C. p. azorica: de oostelijke en centrale Azoren.
- C. p. iranica: van zuidwestelijk en noordelijk Iran tot zuidwestelijk Turkmenistan.
- C. p. casiotis: van zuidoostelijk Iran tot Kazachstan tot westelijk China, noordwestelijk India en Nepal.
- † C. p. maderensis: Madeira.

## Jacht

### België

#### Gewone jacht
De gewone jacht op houtduif is geopend van 15 september tot en met 28 of 29 februari (afhankelijk van het feit of het al dan niet om een schrikkeljaar gaat).
Toegestane jachtmiddelen:
- Vuurwapens: met hagelpatronen waarvan de korrelgrootte van de hagel een doorsnede van 4 mm niet overschrijdt of kogelpatronen.
- Roofvogels: daarmee wordt bedoeld roofvogels die gehouden worden conform de wettelijke regels die gelden voor het houden van deze dieren. Voor roofvogels die behoren tot soorten die beschermd worden door het Soortenbesluit van 15 mei 2009 betekent dit dat moet voldaan zijn aan de bepalingen van hoofdstuk 6.

#### Bijzondere bejaging (schadevoorkoming)
Bijzondere bejaging op houtduif kan worden toegestaan van 1 maart tot en met 14 september onder volgende specifieke voorwaarden:
- door de jachtrechthouder en zijn genodigden;
- op en binnen een zone van maximaal 50 meter rond percelen beplant met koolgewassen, vlas, bonen, erwten, cichorei, aardbeien, suikerbieten, knolselderie, wortelen, witlof, boomkwekerijteelten, kersenboomgaarden en graangewassen (met uitzondering van maïs);
- na voorafgaandelijk, tot de jachtrechthouder gericht schriftelijk verzoek vanwege de eigenaar van de teelten die gevrijwaard moeten worden van schade.

Bijkomende voorwaarden voor bijzondere bejaging:

de jachtrechthouder moet elke concrete activiteit van bijzondere bejaging vooraf aan het Agentschap voor Natuur en Bos (ANB) per e-mail of fax melden.
De jachtrechthouder moet in zijn melding aangeven:

het type en de vermoedelijke omvang van de schade die voorkomen of beperkt moet worden;
de natuurwaarden en ecologische processen die moeten gevrijwaard worden;
de andere preventieve of schadebeperkende maatregelen die al genomen zijn.
Ofwel na ontvangstbevestiging, ofwel 24 uur na deze melding mag de bejaging dan van start gaan.
De rol van het ANB bestaat erin meldingen te evalueren en toezicht uit te oefenen op de bijzondere bejaging: op basis hiervan kan het ANB de jachtactiviteit beperken of verbieden.

#### Bestrijding (bij veroorzaakte schade)
Wanneer er schade is aan gewassen of eigendommen en wanneer er geen andere bevredigende oplossing bestaat, kan de grondgebruiker of -eigenaar houtduif (laten) bestrijden.
Iedere bestrijdingsactiviteit (apart of in kalendervorm) moet minstens 24 uur op voorhand gemeld worden. Er dient aangetoond te worden dat er geen andere bevredigende oplossing bestaat dan bestrijding. Het ANB gaat dan na of er preventieve maatregelen getroffen zijn. Wanneer de bestrijdingsactiviteit toegekend wordt, kan het ANB toezicht houden, maar indien nodig kan het ook de activiteit verbieden.
De bestrijding van houtduif is onder bovengenoemde voorwaarden het hele jaar toegestaan in de vogelrijke gebieden.
De bijzondere veldwachters die geslaagd zijn voor een officieel jachtexamen mogen het hele jaar door, door middel van het vuurwapen, de stand van houtduiven op het jachtterrein van hun aanstellers reguleren. De bijzondere veldwachters die voor 1 juli 1992 zijn aangesteld om de stand van houtduif, wild konijn en vos met het vuurwapen te reguleren op het jachtterrein van hun aanstellers, mogen die regulering blijven voortzetten zolang zij in dienst blijven op het jachtterrein van hun huidige aanstellers.

### Nederland
In Nederland is de jacht op de houtduif toegestaan van 15 oktober tot en met 31 januari. Buiten deze periode kan alleen gejaagd worden met een ontheffing voor beheer en schadebestrijding. Voor de jacht met het geweer is een geldige jachtakte verplicht. Verder is onder meer een wapenkluis, een wapenvergunning en een jachtdiploma nodig. De meeste regels voor de jacht staan in de Flora- en faunawet. De Faunabescherming heeft kritiek op het verlenen van ontheffingen voor schadebestrijding, waardoor in de praktijk het hele jaar op houtduiven geschoten kan worden.

## Afbeeldingen

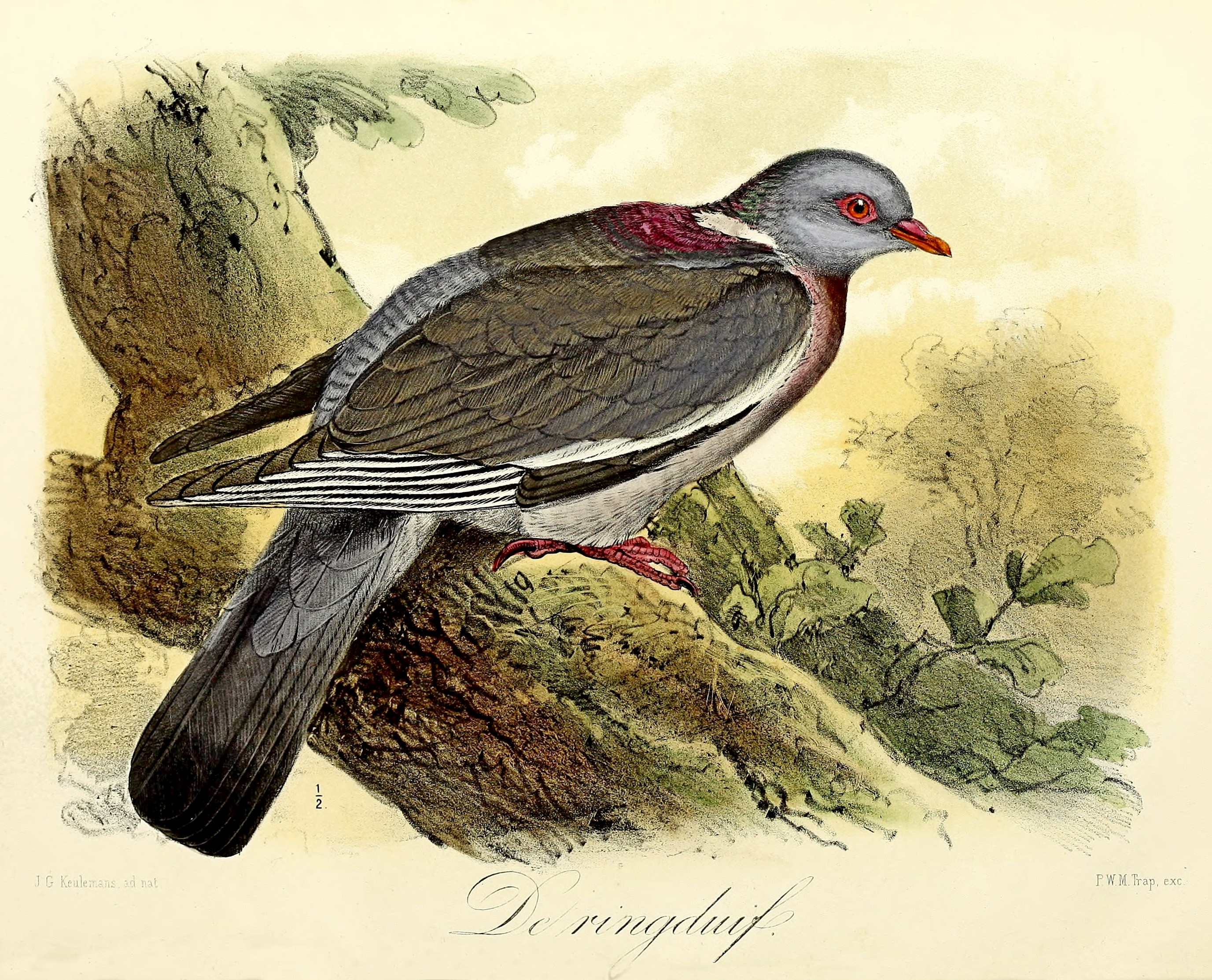
De ringduif (1869), John Gerrard Keulemans
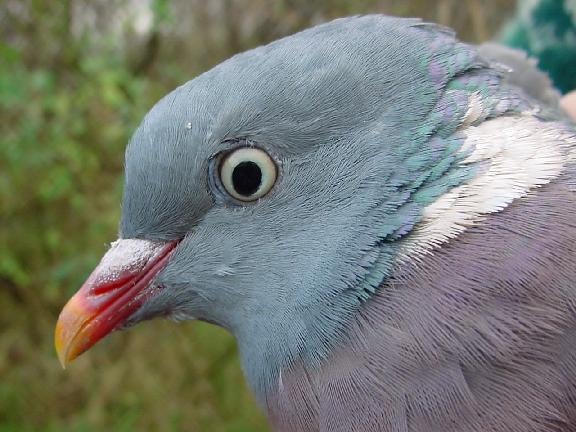
Houtduif
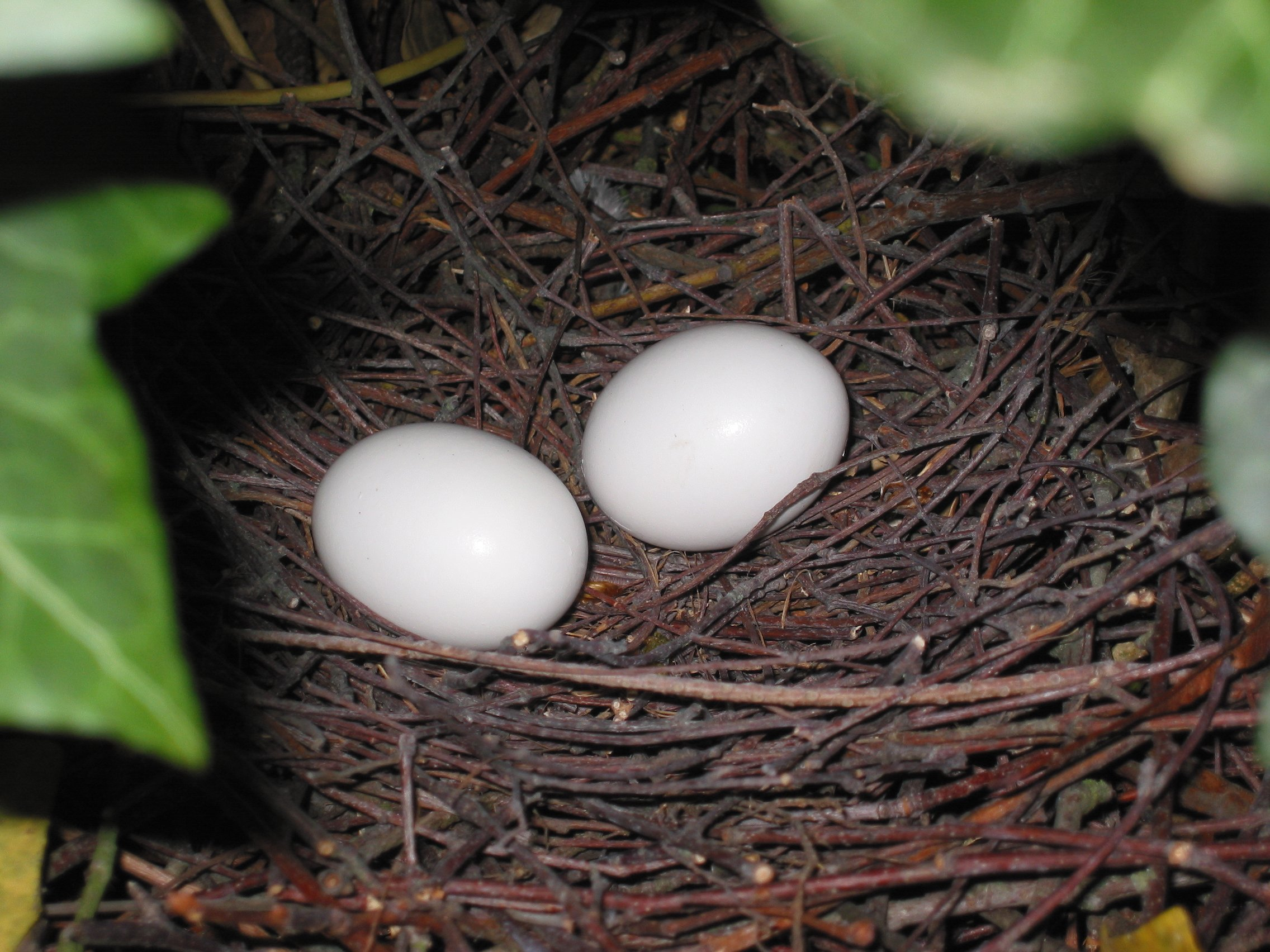
Houtduifnest
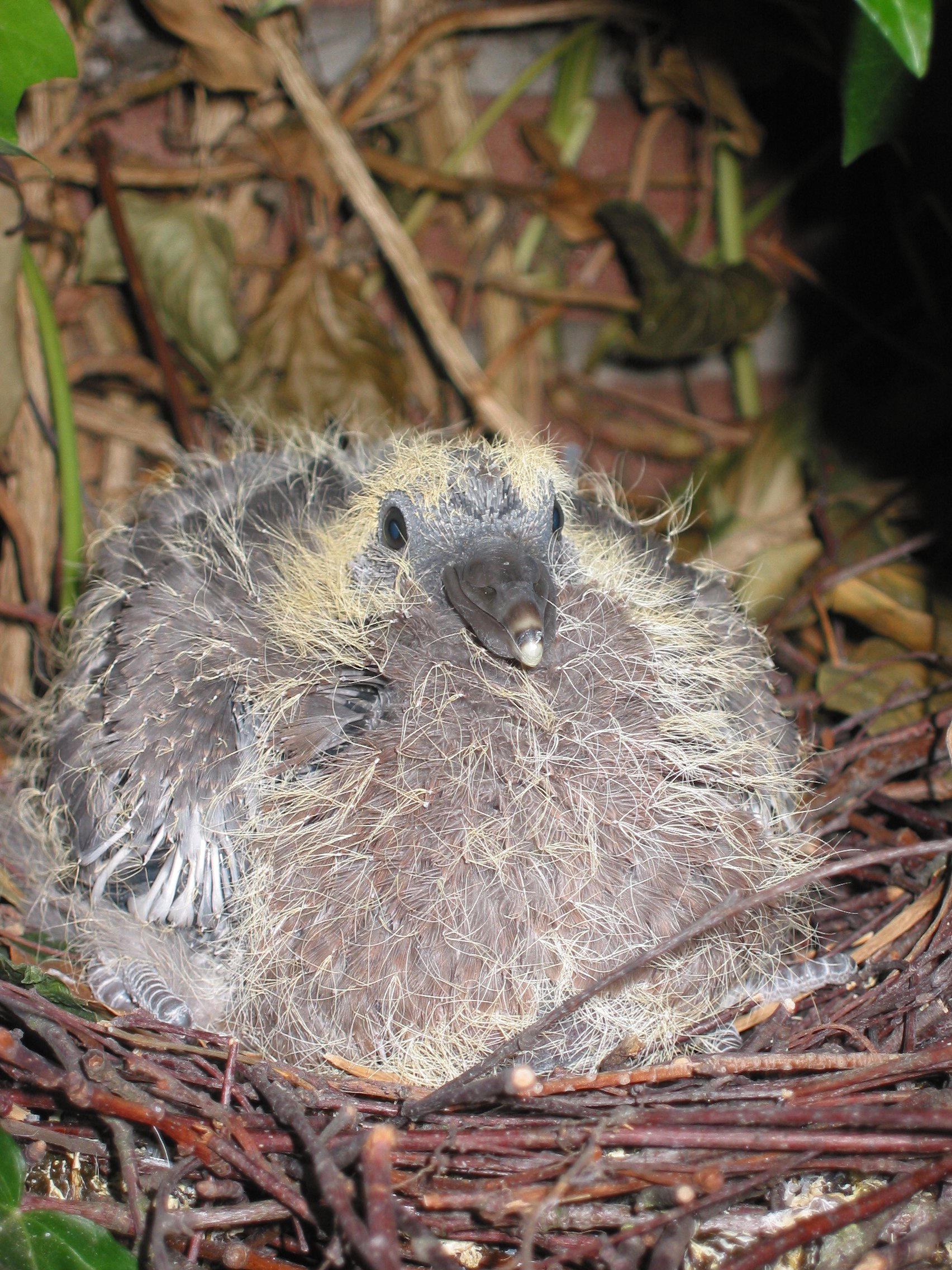
Houtduifkuiken

## Video
- Parende houtduiven
- Een groep houtduiven